# Naděj Spes
Naděj Spes (1096 – po 1160) byl opat benediktinského kláštera v Třebíči a možný syn Oldřicha I. Brněnského či Litolda Znojemského.
Moravský historik Antonín Boček předpokládal, že se Naděj narodil jako syn přemyslovského údělníka Oldřicha Brněnského. Podle autorů monografie Přemyslovci. Budování českého státu nebyl členem dynastie Přemyslovců, avšak připouští, že mohl být levobočkem. Kosmas ve své kronice k roku 1115 totiž píše, že Oldřich Brněnský ani Litold Znojemský nezplodili žádné dospělé mužské potomky. Nepříslušnosti Naděje k přemyslovskému rodu nahrává i fakt, že je ve svědečné řadě na listinách označen jako běžný církevní hodnostář.
Podle historika Adolfa Kubeše se stal Naděj opatem třebíčského kláštera po svém předchůdci Vojtěchovi, který 31. srpna 1140 zemřel. K tomuto tvrzení měl Václav Novotný výhradu, že nikde není zaznamenáno, že se Naděj stal bezprostředním Vojtěchovým nástupcem. Poprvé se Naděj ve funkci opata třebíčského kláštera připomíná k 16. červnu 1160 na listině vydané králem Vladislavem I. Naděj zemřel po roce 1160.